# Zygmunt Wojciechowski (historyk)

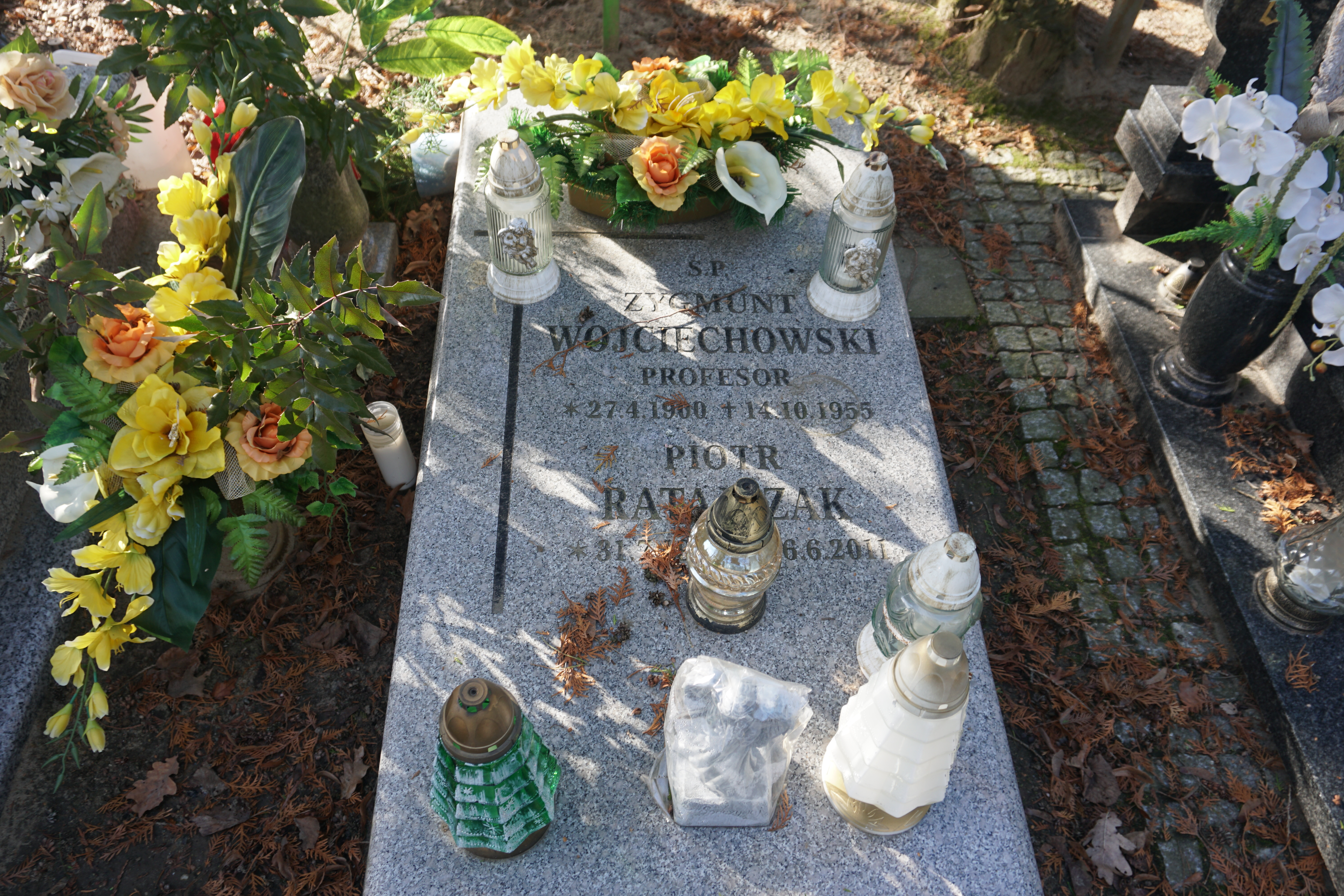
Grób profesora Zygmunta Wojciechowskiego na Cmentarzu parafialnym św. Jana Vianneya w Poznaniu

Zygmunt Wojciechowski (ur. 27 kwietnia 1900 w Stryju, zm. 14 października 1955 w Poznaniu) – polski historyk państwa i prawa.

## Życiorys
Był najstarszym z pięciorga dzieci Konstantego Wojciechowskiego i Leontyny z Buczowskich.
W 1921 podjął studia uniwersyteckie na Wydziale Filozoficznym Uniwersytetu Jana Kazimierza we Lwowie, kończąc je w 1924 doktoratem z zakresu historii powszechnej średniowiecznej oraz historii nauk społecznych i ekonomicznych. Został wówczas asystentem przy Zakładzie Nauk Pomocniczych Historii Uniwersytetu Jana Kazimierza. W czerwcu 1925 przeniósł się do Poznania, gdzie został zastępcą profesora na Katedrze Historii Ustroju i Dawnego Prawa Polskiego na Wydziale Prawno-Ekonomicznym. W tym samym roku habilitował się na podstawie pracy „Momenty terytorialne organizacji grodowej”. Od 1929 był profesorem nadzwyczajnym Uniwersytetu Poznańskiego, a od stycznia 1937 profesorem zwyczajnym (od 1939 dziekanem Wydziału Prawno-Ekonomicznego).
W latach 1940–1945 kierownik Wydziału Nauki Delegatury Rządu RP na Kraj.
Był założycielem i pierwszym dyrektorem (1944–1955) Instytutu Zachodniego. Od 1945 członek PAU, od 1952 członek rzeczywisty PAN. Od 1984 jest patronem Instytutu Zachodniego.
Został pochowany na Cmentarzu parafialnym św. Jana Vianneya w Poznaniu (kw. św. Barbary-rząd 23-grób 2).

## Publikacje
- Polska nad Wisłą i Odrą w X wieku, 1939
- Polska – Niemcy. Dziesięć wieków zmagania, 1945
- Zygmunt Stary (1506–1548) 1946
- Państwo polskie w wiekach średnich. Dzieje ustroju, 1945
- Studia historyczne 1955
- Ustrój polityczny ziem polskich w czasach przedpiastowskich, Lwów 1927
- O ustroju szczepowym ziem polskich: uwagi krytyczne Poznań, 1927